# Traditionis custodes
Traditionis custodes (Gardiens de la tradition) est une lettre apostolique sous forme de motu proprio publiée par le pape François le 16 juillet 2021. Elle a annulé l'élargissement, effectué par Benoît XVI en 2007, des conditions de célébration de la messe selon l'édition 1962 du Missel romain (appelée « rite tridentin »). Traditionis custodes est accompagné d'une lettre aux évêques catholiques du monde.

## Contexte
Le motu proprio Summorum Pontificum de 2007 avait déclaré que la messe tridentine n'avait jamais été abolie et que des fidèles, assemblés en groupe stable, pouvaient légitimement demander qu'elle soit dite dans leur diocèse. C'est dans ce motu proprio que le pape Benoît XVI avait qualifié la messe tridentine de « forme extraordinaire du rite romain ».

### Enquête auprès des évêques
En mars 2020 la Congrégation pour la doctrine de la foi (CDF) lance à la demande du pape François une enquête auprès des conférences épiscopales sur la messe tridentine. La Conférence des évêques de France avait envoyé à la CDF une synthèse des résultats ; cette synthèse avait fuité dans la presse en janvier 2021.
En juillet 2025, un document, dont le pape François avait interdit la divulgation, fait l'objet d'une fuite et est diffusé par Diane Montagna (en), une journaliste américaine proche des milieux traditionalistes. Il montrerait que la majorité des évêques ayant répondu à cette enquête étaient satisfaits de Summorum Pontificum qui permettait la coexistence des formes ordinaire et extraordinaire dans leurs diocèses, contrairement à ce que le pape François avait affirmé en 2021,,. Le directeur du Bureau de presse du Saint-Siège, Matteo Bruni, « ne confirme pas l’authenticité des textes qui ont été publiés, qui font vraisemblablement partie de l’un des documents sur lesquels s’est fondée la décision ». Selon lui, « à la consultation citée, entre autres, se sont en effet ajoutés successivement une autre documentation, d’autres rapports confidentiels, eux aussi fruits de consultations ultérieures qui sont parvenus au Dicastère pour la Doctrine de la foi »,,,.

## Contenu

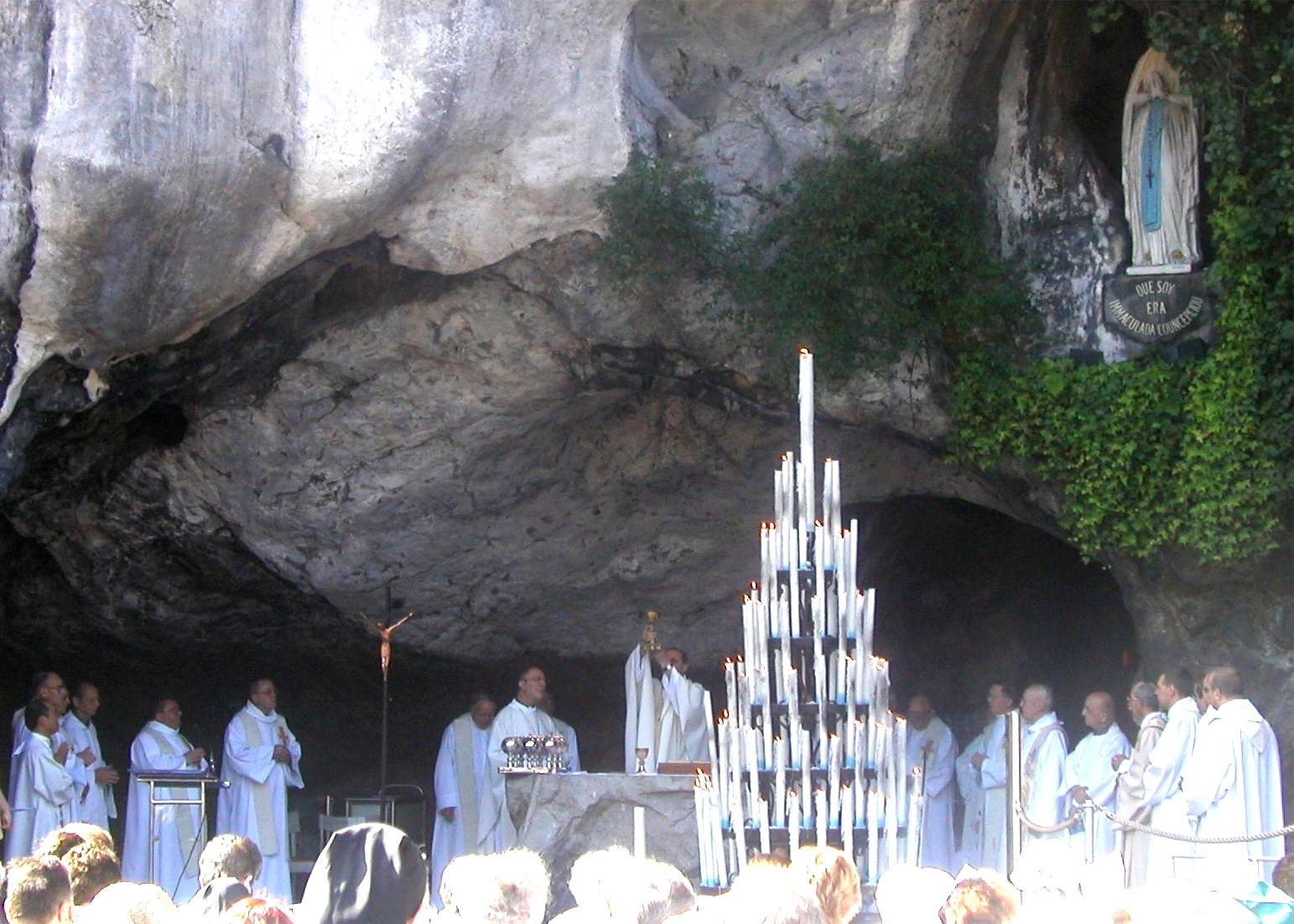
Messe selon la messe de Paul VI.

La lettre apostolique est divisée en 8 articles. Le motu proprio Traditionis custodes abroge le motu proprio Summorum Pontificum de Benoît XVI.

### Article 1
Dans la lettre apostolique, François écrit comme premier article que les livres liturgiques publiés par les papes Paul VI et Jean-Paul II après Vatican II sont « l'unique expression de la lex orandi [la loi de prière] du rite romain »,.

### Article 2
Le deuxième article dispose qu'il est de la « compétence exclusive » d'un évêque diocésain d'autoriser l'utilisation du Missel romain de 1962 dans son diocèse « selon les directives du Siège apostolique »,.

### Article 3
Une autre mesure est que « L'évêque du diocèse dans lequel il existe jusqu'à présent un ou plusieurs groupes qui célèbrent selon le Missel antécédent à la réforme de 1970 » doit « déterminer que ces groupes ne nient pas la validité et la légitimité de la réforme liturgique, dictée par le concile Vatican II et le Magistère des Souverains Pontifes ».
De plus, l'évêque doit « désigner un ou plusieurs lieux », à l'exclusion des églises paroissiales et sans ériger de nouvelles paroisses personnelles, où les fidèles adhérents de ces groupes pourront se réunir pour célébrer la messe. C'est-à-dire que les groupes pratiquant la messe tridentine ne peuvent pas utiliser les églises régulières ; au lieu de cela, les évêques doivent leur trouver d'autres lieux de culte sans créer de nouvelles paroisses.
L'évêque diocésain doit également fixer « les jours où les célébrations eucharistiques sont autorisées à l'aide du Missel romain promulgué par saint Jean XXIII en 1962 » et s'assurer que les lectures sont « en langue vernaculaire, en utilisant des traductions de la Sainte Écriture approuvées pour l'usage liturgique par les conférences épiscopales respectives »,.
De plus, l'évêque diocésain doit désigner un prêtre dûment formé, comme son délégué, pour accomplir la messe tridentine et superviser les groupes qui la pratiquent. Le prêtre doit être apte à assumer cette responsabilité, être familiarisé avec la messe tridentine et avoir une compréhension suffisante du latin « pour une compréhension approfondie des rubriques et des textes liturgiques ». Il doit aussi « être animé d'une vive charité pastorale et du sens de la communion ecclésiale ». « Ce prêtre doit avoir à cœur non seulement la célébration correcte de la liturgie, mais aussi le soin pastoral et spirituel des fidèles ».
L'évêque diocésain doit également « vérifier que les paroisses érigées canoniquement au profit de ces fidèles sont efficaces pour leur croissance spirituelle, et déterminer s'il convient ou non de les retenir ».
L'évêque diocésain ne doit pas « autoriser la création de nouveaux groupes ». L'Associated Press paraphrase : « Les évêques ne sont plus autorisés à approuver la formation de nouveaux groupes pro-messe tridentine dans leurs diocèses ».

### Articles 4 et 5
Les prêtres ordonnés après la publication du motu proprio qui souhaitent célébrer des messes selon le Missale Romanum de 1962 doivent adresser une demande formelle à l’évêque diocésain. Si l’évêque veut l'accepter, il lui faut demander l'autorisation requise préalablement au Saint-Siège.
Les versions initiales du motu proprio disaient que l’évêque « consultera » le Siège apostolique. Le texte définitif en latin, qui est le texte officiel de référence, dit : « a Sede Apostolica licentiam rogabit »; et la Congrégation pour le culte divin et la discipline des sacrements a déclaré : « Il ne s’agit pas d’un simple avis consultatif, mais d’une autorisation nécessaire donnée à l’évêque diocésain par la Congrégation pour le Culte divin et la Discipline des Sacrements [...] Ce n’est qu’après avoir reçu cette licence que l’évêque diocésain pourra autoriser les prêtres ordonnés après la publication du Motu Proprio (16 juillet 2021) à célébrer avec le Missale Romanum de 1962. Cette norme a pour but d’aider l’évêque diocésain à évaluer une telle demande : son discernement sera dûment pris en compte par la Congrégation pour le Culte Divin et la Discipline des Sacrements».
Les prêtres qui célèbrent déjà à l'aide du Missel romain de 1962 « devraient demander à l’évêque diocésain l'autorisation de continuer à jouir de cette faculté ».

### Articles 6 et 7
Les instituts de vie consacrée et les sociétés de vie apostolique qui ont été établis par la Commission pontificale Ecclesia Dei - qui a été créée par Jean-Paul II en 1988 et fusionnée avec la Congrégation pour la doctrine de la foi en 2019 - relèvent désormais de la juridiction de la Congrégation pour les instituts de vie consacrée et les sociétés de vie apostolique (CIVCSVL).
Tant la Congrégation pour les instituts de vie consacrée et les sociétés de vie apostolique que la Congrégation pour le culte divin et la discipline des sacrements « pour les questions de leur compétence particulière, exercent l'autorité du Saint-Siège en ce qui concerne l'observation de ces dispositions », a déclaré le pape ; cela signifie que les demandes doivent être adressées à ces deux dicastères et que ces deux dicastères exercent l'autorité du Saint-Siège pour surveiller ces dispositions.

### Article 8 et effet
Le dernier article de la lettre apostolique stipule : « Les normes, instructions, autorisations et coutumes antérieures qui ne sont pas conformes aux dispositions du présent Motu Proprio sont abrogées.
Les dispositions de la lettre apostolique entrent en vigueur immédiatement.

## Lettre d'accompagnement
Le pape François a également publié une lettre aux évêques du monde expliquant sa décision, tout comme Benoît XVI l'avait fait avec Summorum Pontificum,,.

### Les interventions deJean-PaulIIetBenoîtXVI
Dans la lettre accompagnant le document, François explique que les concessions accordées par ses prédécesseurs Jean-Paul II et Benoît XVI pour l'utilisation du Missel romain de 1962 étaient avant tout « motivées par la volonté de favoriser la guérison du schisme avec le mouvement de Mgr Lefebvre » : c'était dans « l'intention ecclésiale de restaurer l'unité de l'Église » que Jean-Paul II a demandé en 1988 aux évêques catholiques d'accueillir généreusement les « justes aspirations » des fidèles qui demandaient l'usage de ce Missel,,,.
« Beaucoup dans l'Église en sont venus à considérer cette faculté comme une opportunité d'adopter librement le Missel romain promulgué par saint Pie V et de l'utiliser d'une manière parallèle au Missel romain promulgué par saint Paul VI », ce qu'on ne pouvait pas prévoir en 1988,.
Pour régler cette situation, Benoît XVI est intervenu avec le motu proprio Summorum Pontificum (2007), soutenu par la confiance qu'« une telle disposition ne mettrait pas en doute l'une des mesures clés du concile Vatican II ou minimiser ainsi son autorité ». Il a qualifié comme « sans fondement » la crainte que les paroisses soient divisées par l'utilisation des deux formes et a estimé que les deux formes « s'enrichiraient l'une l'autre »,`

### Résultats
Comme l'auraient démontré les réponses au questionnaire envoyé en 2020 par la Congrégation pour la doctrine de la foi sur la mise en œuvre du motu proprio de Benoît XVI, réponses qui, selon François, auraient confirmé la nécessité d’intervenir, l'intention pastorale de ces deux papes de maintenir et de restaurer l'unité de l'Église aurait été souvent gravement négligée. François estime que « la possibilité offerte par Jean-Paul II, et avec une magnanimité encore plus grande par Benoît XVI afin de recomposer l’unité du corps ecclésial dans le respect des différentes sensibilités liturgiques aurait été utilisée pour augmenter les distances, durcir les différences, construire des oppositions qui blessent l’Église et en entravent la progression, en l’exposant au risque de division »,,.
François déplore les « abus liturgiques » « de toute part » et le fait que « dans de nombreux endroits on ne célèbre pas de façon fidèle aux prescriptions du nouveau Missel, mais qu’il soit même compris comme une autorisation ou jusqu’à une obligation à la créativité, qui conduit souvent à des déformations à la limite de ce qui est supportable. » Cependant, François ajoute : « Je suis néanmoins attristé que l'utilisation instrumentale du Missel romain de 1962 se caractérise souvent par un rejet non seulement de la réforme liturgique, mais du concile Vatican II lui-même, affirmant, avec des affirmations infondées et insoutenables, qu'il a trahi la tradition et la « vraie Église ». François rejette cette affirmation et explique que « le chemin de l'Église doit être vu dans la dynamique de la Tradition 'qui provient des Apôtres et progresse dans l'Église avec l'aide du Saint-Esprit' (Dei Verbum, 8). » Il a rappelé qu'« une étape récente de cette dynamique a été constituée par le concile Vatican II où l'épiscopat catholique s'est réuni pour écouter et discerner le chemin pour l'Église indiqué par l'Esprit Saint ». Il ajoute : « Douter du Concile, c'est douter des intentions de ces mêmes Pères qui ont exercé leur pouvoir collégial de manière solennelle cum Petro et sub Petro [avec Pierre et sous Pierre] dans un concile œcuménique, et, en dernière analyse, de douter du Saint-Esprit lui-même qui guide l'Église. Et il déclare que la réforme liturgique a été réalisée « sur la base des principes » énoncés par le concile Vatican II et a atteint « sa plus haute expression dans le Missel romain » publié par Paul VI et révisé par Jean-Paul II.

### Décision
François déclare que la "raison finale" de sa décision est que "de plus en plus évident dans les paroles et les attitudes de beaucoup est le lien étroit entre le choix des célébrations selon les livres liturgiques antérieurs au concile Vatican II et le rejet de l'Église et de ses institutions au nom de ce qu'on appelle la « vraie Église. François ajoute : « Il s'agit ici d'un comportement qui contredit la communion et nourrit la tendance à la division — « J'appartiens à Paul ; j'appartiens plutôt à Apollon ; j'appartiens à Céphas ; j'appartiens au Christ » — contre laquelle l'apôtre Paul a si vigoureusement réagi.  " Pour cette raison, dit-il, " En défense de l'unité du Corps du Christ, je suis contraint de révoquer la faculté accordée par mes prédécesseurs. L'usage détourné qui a été fait de cette faculté est contraire aux intentions qui ont conduit à accorder la liberté de célébrer la messe avec le Missale Romanum de 1962",.
Alors il dit : « Je prends la ferme décision d'abroger toutes les normes, instructions, permissions et coutumes qui précèdent le présent motu proprio, et déclare que les livres liturgiques promulgués par les saints pontifes Paul VI et Jean-Paul II, en conformité avec les décrets du concile Vatican II, constituent l'unique expression de la lex orandi du rite romain. Je me rassure dans cette décision du fait qu'après le concile de Trente, saint Pie V a également abrogé tous les rites qui ne pouvaient prétendre à une antiquité prouvée, établissant pour toute l'Église latine un seul Missel romain",. Pendant quatre siècles, ce Missel romain a été "l'expression principale de la lex orandi du rite romain, et a fonctionné pour maintenir l'unité de l'Église" jusqu'à ce que "sans nier la dignité et la grandeur de ce Rite" les évêques " se soient réunis en concile œcuménique et ont demandé à ce qu'il soit réformé ». François dit que leur intention était que "les fidèles n'assisteraient pas en tant qu'étrangers et spectateurs silencieux dans le mystère de la foi, mais, avec une pleine compréhension des rites et des prières, participeraient à l'action sacrée consciemment, pieusement et activement". Il ajoute : « Saint Paul VI, rappelant que le travail d'adaptation du Missel romain avait déjà été initié par Pie XII, déclara que la révision du Missel romain, effectuée à la lumière des sources liturgiques antiques, avait pour but de permettre à l'Église d'élever, dans la variété des langues, « une prière unique et identique » qui exprime son unité. Cette unité, j'entends la rétablir dans toute l'Église de rite romain".

### Demande aux évêques
Le Pape s'adresse aux évêques en disant : « Alors qu’en exerçant mon ministère au service de l’unité, je prends la décision de suspendre la faculté accordée par mes prédécesseurs, je vous demande de partager ce poids avec moi comme une forme de participation à ma sollicitude pour toute l’Église. ».
Il leur demande de prendre des mesures pour limiter fortement l'utilisation du rite tridentin, afin d'amener tous les catholiques à ne célébrer finalement que la liturgie qui a suivi Vatican II. François écrit : « Les indications sur la manière de procéder dans vos diocèses sont principalement dictées par deux principes : d'une part, pourvoir au bien de ceux qui sont enracinés dans la forme antérieure de célébration et ont besoin de revenir en temps voulu au rite romain promulgué par les saints Paul VI et Jean-Paul II, et, d'autre part, de cesser l'érection de nouvelles paroisses personnelles liées plus au désir et aux souhaits des prêtres individuels qu'au besoin réel du « saint peuple de Dieu ».
François ajoute qu'il demande aux évêques « d'être vigilants pour que chaque liturgie soit célébrée avec décorum et fidélité aux livres liturgiques promulgués après le concile Vatican II, sans les excentricités qui peuvent facilement dégénérer en abus. Les séminaristes et les nouveaux prêtres doivent être formés à la fidèle observance des prescriptions du Missel et des livres liturgiques, dans lesquelles se reflète la réforme liturgique voulue par le concile Vatican II. »

## Instructions officielles de la Congrégation pour le culte divin
Le 18 décembre 2021, la Congrégation pour le culte divin et la discipline des sacrements a publié des instructions et clarifications, approuvées par le pape François, sur la mise en œuvre de Traditionis custodes.
Commentant l'article 1 de Traditionis custodes, la Congrégation pour le culte divin et la discipline des sacrements dit : « Le Motu proprio Traditionis custodes vise à rétablir dans toute l’Église de Rite Romain une prière unique et identique exprimant son unité, selon les livres liturgiques promulgués par les saints Pontifes Paul VI et Jean-Paul II, en conformité avec les décrets du concile Vatican II et dans la ligne de la tradition de l’Église ».
Elle indique que le Rituel romain et le Pontifical romain antérieurs à la réforme liturgique du concile Vatican II sont des livres qui, comme toutes les normes, instructions, concessions et coutumes antérieures, ont été abrogés, et pour ce motif il n'est pas possible de célébrer les sacrements avec ces livres. Seulement aux paroisses personnelles érigées canoniquement qui, selon les dispositions de Traditionis custodes, célèbrent avec le Missel romain de 1962, l’évêque diocésain est autorisé à accorder, selon son discernement, la licence d’utiliser uniquement le Rituel romain mais pas le Pontifical romain.
En relation à l'article 3, la Congrégation déclare qu'à un prêtre qui ne reconnaît pas la validité et la légitimité de la concélébration — refusant notamment de concélébrer à la messe chrismale — il faut révoquer la concession d’utiliser le Missale Romanum de 1962, Cependant, avant de révoquer la concession, l'évêque devrait prendre soin d’établir un dialogue fraternel avec le prêtre, de s’assurer que cette attitude n’exclut pas la validité et la légitimité de la réforme liturgique, les dictats du concile Vatican II et du Magistère des Souverains Pontifes, et de l’accompagner vers une compréhension de la valeur de la concélébration, en particulier lors de la Messe chrismale.
La Congrégation précise aussi que l'autorisation de célébrer en utilisant le Missale Romanum de 1962 n'est valable que pour le territoire de l'évêque qui l'accorde, et qu'elle peut être donnée ad tempus, ce qui est recommandé, parce que la fin de la période définie offre la possibilité de vérifier que tout est en harmonie avec l’orientation établie par Traditionis custodes : le résultat de cette vérification peut motiver la prolongation ou la suspension de la concession. L'autorisation de l'évêque diocésain est requise également pour le prêtre qui remplace un prêtre autorisé et pour un diacre ou un ministre institué (lecteur ou acolyte) qui participe à la célébration.
La Congrégation prescrit qu'un jour de semaine un prêtre autorisé à utiliser le Missel de 1962, qui comme curé ou d'aumônier est chargé de célébrer la messe, ne peut pas célébrer une autre messe le même jour en utilisant le Missel de 1962. Même le dimanche, un prêtre qui célèbre avec le Missel de 1962 ne peut célébrer une autre messe pour un autre groupe en utilisant ce Missel.

## Mise en œuvre et réactions

### En Allemagne
À quatre jours de la publication du document les évêques de Limbourg et Rottenburg-Stuttgart ont déclaré vouloir continuer les célébrations existantes de la messe tridentine. L'évêque de Magdebourg où de telles célébrations n'ont pas lieu ne prévoit pas d'en mettre en place. Plusieurs diocèses se laissent le temps de la réflexion ou sont en congés d'été.

### Au Costa Rica
La Conférence épiscopale du Costa Rica a déclaré que les évêques n'autoriseraient pas la célébration de la messe tridentine dans leurs diocèses, et demande que « les prières, les vêtements ou les rites » de l'ancienne liturgie ne soient pas utilisés dans la nouvelle.

### Aux États-Unis
Quatre évêques des États-Unis ont déclaré le jour même de la publication du document papal qu'ils continueraient provisoirement à permettre les messes tridentines dans leurs diocèses en attendant des éclaircissements.

### En France
La Conférence des évêques de France a publié le 17 juillet un communiqué dans lequel les évêques « souhaitent manifester aux fidèles célébrant habituellement selon le missel de saint Jean XXIII et à leurs pasteurs, leur attention, l’estime qu’ils ont pour le zèle spirituel de ces fidèles ».
Michel Onfray, dans une tribune publiée dans Le Figaro le 18 juillet 2021, s'est dit consterné par la décision du pape François.
Le 8 septembre 2021, une cinquantaine de personnalités publient une lettre ouverte dénonçant le motu proprio et demandant « du pain plutôt que des pierres ». Parmi les signataires figurent l'ancien président de clubs de rugby Max Guazzini, le journaliste Jean Sévillia, l'historien d'art Jacques Charles-Gaffiot, l'homme politique Philippe de Villiers, l'essayiste et ancien haut fonctionnaire Pierre de Lauzun.

### Mouvements traditionalistes
Le 31 août 2021, les supérieurs des communautés traditionalistes dites « Ecclesia Dei » écrivent une lettre ouverte (adressée en premier lieu aux évêques de France) dans laquelle ils affirment ne pas se reconnaitre dans la description faite dans sa lettre d'accompagnement.
La Fraternité sacerdotale Saint-Pie-X, communauté qui refuse le concile Vatican II, réagit défavorablement au motu proprio. Elle estime cependant qu'il ne la concerne pas.
La fraternité sacerdotale Saint-Pierre, communauté célébrant selon le rite tridentin, réaffirme sa loyauté au pape mais se dit « profondément attristée par les motifs invoqués par le pape François, afin de limiter l’usage du missel de saint Jean XXIII, qui est au centre de son charisme », réserves que partagent les autres traditionalistes français.
Le 21 février 2022 est publié un décret du pape autorisant la fraternité sacerdotale Saint-Pierre à continuer à célébrer selon la liturgie de 1962 dans leurs « églises et oratoires propres » et pour la « messe privée ».